# Karin Bäcklund
Karin Bäcklund, född 14 november 1977, är en svensk kommunikatör och författare. 

## Biografi
Bäcklund har en kandidat-examen i medie- och kommunikationsvetenskap från Södertörns högskola.
Hon har arbetat som kommunikatör på Almega och Friskolornas riksförbund, samt arbetat med kommunikation och PR hos hitta.se, Schibsted Media Group. Hon har även varit digital strateg hos kommunikationsbyrån Springtime (numera Springtime-Intellecta) samt varit kursansvarig på Berghs School of Communications under mer än fem år.  Hon driver sedan 2018 egen verksamhet.
Hon medverkar som digital expert i svensk media och gav 2016 ut boken Executive Summary: Sociala medier för styrelser tillsammans med Heidi Wold. 
Hon gav under 2019 ut en bokserie om PR för målgrupper med en mindre budget: Smart PR för startups, Smart PR för giggare & konsulter och Smart PR för författare.  
Hon driven podcasten Uppstickarna tillsammans med Johanna Snickars och har varit programledare för Kejsarsnittsguidens podcast.